# Metanotiol
Metanotiol (merkaptan metylowy) – organiczny związek chemiczny z grupy tioli o wzorze CH3SH. Jest siarkowym analogiem metanolu. Występuje w wyziewach wulkanicznych. Metanotiol jest bezbarwnym gazem skraplającym się w temperaturze 6 °C. Ma silny i odrażający zapach zgniłej kapusty.

## Otrzymywanie
Związek ten, podobnie jak wiele innych tioli, można otrzymać przez reakcję tiomocznika z odpowiednim halogenkiem alkilowym, a następnie hydrolizę zasadową wodorotlenkiem sodu lub potasu. Podczas reakcji powstaje najpierw halogenek alkilotiouroniowy, który rozkłada się pod wpływem zasad z wytworzeniem odpowiedniego tiolu:
RX + S=C(NH
2)
2 → [RSC(NH
2)
2]X
[RSC(NH
2)
2]X + NaOH + H
2O → R−SH + CO
2 + 2 NH
3 + NaX